# Mel Daluzyan
Mel Daluzyan (auparavant Meline Daluzyan, en arménien Մելինե Դալուզյան), né le 20 avril 1988 à Leninakan (actuelle Gyumri), est un haltérophile arménien.

## Biographie
Mel Daluzyan naît Meline Daluzyan à Gyumri le 20 avril 1988.
Au milieu des années 2010, il fait son coming out en tant qu'homme trans et s'installe aux Pays-Bas en 2016.

## Palmarès

### Championnats du monde
- Championnats du monde d'haltérophilie 2006 :  médaille de bronze en moins de 63 kg
- Championnats du monde d'haltérophilie 2010 :  médaille de bronze en moins de 69 kg

### Championnats d'Europe
- Championnats d'Europe d'haltérophilie 2007 :  médaille d'or en moins de 63 kg
- Championnats d'Europe d'haltérophilie 2008 :  médaille d'or en moins de 63 kg
- Championnats d'Europe d'haltérophilie 2010 :  médaille d'argent en moins de 69 kg